# Romulusenkel

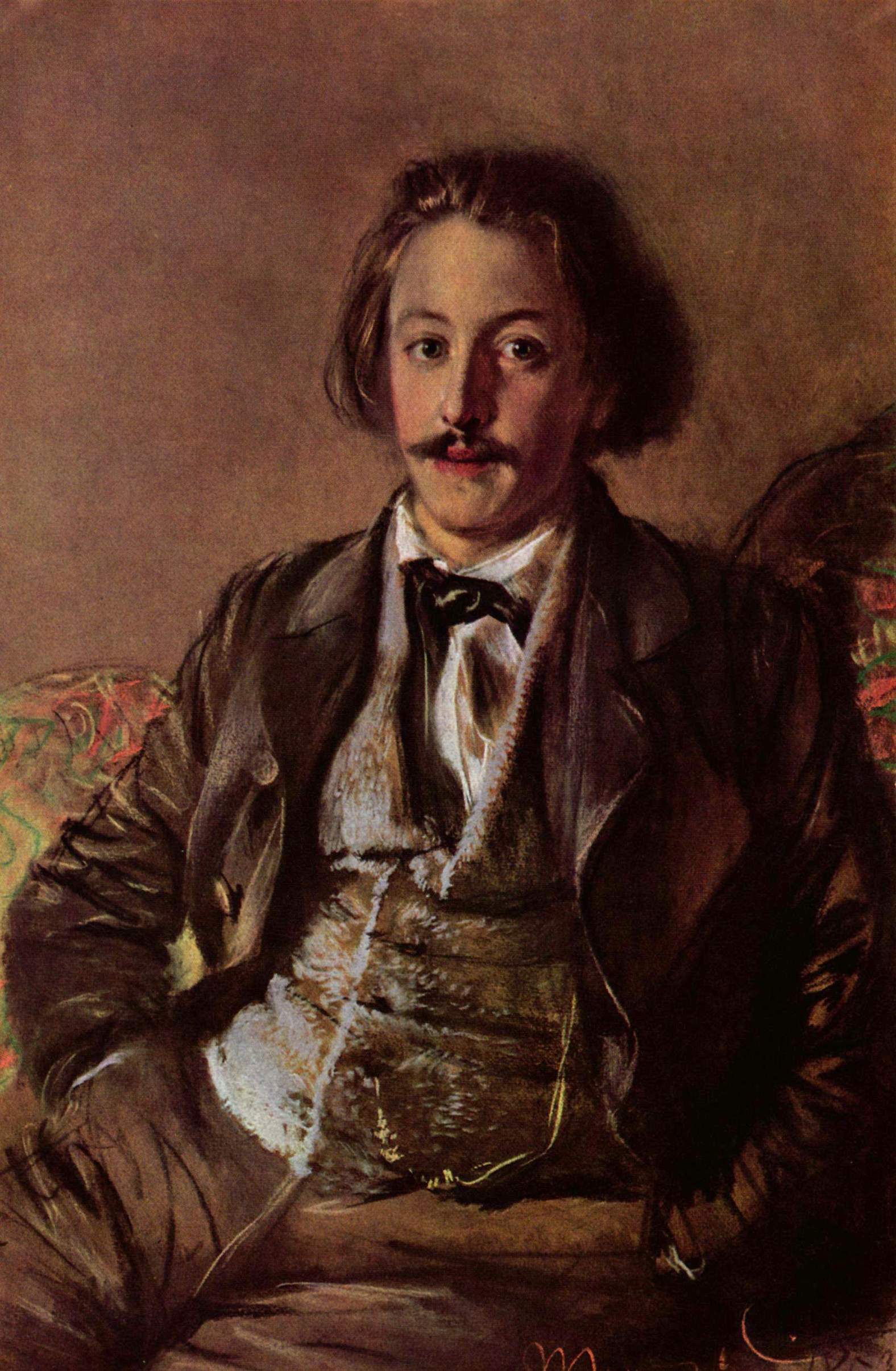
Paul Heyse auf einem Gemälde von Adolph Menzel anno 1853

Romulusenkel ist eine Novelle des deutschen Nobelpreisträgers für Literatur Paul Heyse, die 1879 entstand und 1881 in Berlin erschien.

## Titel
Den Plural Romulusenkel spricht Kapitän Achille Cornacchia, ein Hasser des 1861 aus der Taufe gehobenen vereinten Italien, zweimal aus. Beim ersten Mal – während einer Séance – meint er damit alle waschechten Römer und dann relativiert er den Terminus zweitens – sozusagen in einem Schlusswort: Auch Kinder, die aus der Verbindung der Römer mit Nichtrömern hervorgehen, können dazu gezählt werden. Zum Beispiel sei die Mischung des edlen römischen mit dem piemontesischen Barbarenblut auch nicht von schlechten Eltern.

## Inhalt
Um 1864 in der Altstadt Roms: Der 40-jährige Junggeselle Signor Muzio Orazio de´ Cesari wohnt in dem von seinem Vater, dem verstorbenen Advokaten Terenzio de´ Cesari, ererbten weitläufigen Haus am Spanischen Platz. Der studierte Jurist Signor Muzio wurde noch nicht promoviert. Er verbringt den Tag im Müßiggang. Seine alte Haushälterin Menica schirmt ihn vor Unbill und jedweder ernsthafteren Inanspruchnahme ab, behandelt ihn aber dafür wie ein kleines Kind. Die Ruhe ist hin, als Signor Muzio zufällig dem verwitweten Maler Signor Romolo, einem alten Freund seines seligen Vaters, begegnet. Der Maler nimmt den Juristen in sein Haus in die Via Margutta mit. Signor Romolos 18-jährige Tochter Caterina bewirtet den Gast freundlich. Caterinas Freund Vittorio, ein kleiner Beamten im Kriegsministerium, wurde ihr zwar vom Vater ausgeredet, aber das Mädchen ist guter Dinge: „Ich kriege ihn doch noch einmal.“
Signor Muzio kennt den Maler als charakterstarken Schilderer patriotischer Begebenheiten aus dem Quattrocento. Ojemine – im Atelier steht eine große, unheimlich wirkende Gespensterszene auf den Staffelei. Die verschwommenen, flackernden Formen und Farben irritieren den Betrachter. Von dem alten Herrn ist Signor Muzio beruhigende Bildkomposition gewohnt. Signor Romolo erwidert, seit dem Tode seiner Frau male er nicht mehr die sichtbare Welt, sondern die unsichtbare; befleißige sich des „Aufschwungs in die oberen Regionen“. Der Maler glaubt, auch Signor Muzio sei fähig, den „Geisteratem zu vernehmen“. Gern wolle er ihn zur nächsten Séance – dem „Zwiegespräch mit höheren Wesen“ – im Hause seiner alten Freundin Virginia mitnehmen.
Beide Herren suchen Virginia in ihrer Wohnung in einer der Straßen am Pantheonsplatz auf. Die anwesenden Herrschaften sitzen um einen runden Tisch herum und reichen jeweils ihren beiden Platznachbarn die Hände – die magnetische Kette ist geschlossen und Signor Muzio Orazio de´ Cesari darf als neuer Gast den aufzurufenden Geist wählen. Natürlich nennt er Julius Cäsar. Hat doch Signor Muzio ein Pergament aus dem 10. Jahrhundert eingesehen, nach dem Cäsar vor seiner Ehe mit Cornelia zusammen mit einer Geliebten ein Geschlecht begründet haben soll, dem auch Muzio entstammt. Zwar wurde auf diesem Wege Cäsars Blut über 1800 Jahre – zu allem Überfluss illegal – verdünnt, doch Muzio meint, die Nase habe er von Cäsar. Muzio nimmt den genealogischen Cäsarenwahnsinn ernst und bekommt durch Klopfzeichen, die ein Kundiger flink ins Italienische übersetzt, Kunde von einigen neuen cäsarischen Gedanken und dann auch noch Details über das Leben seines seligen Vaters Terenzio de´ Cesari. Was Signor Muzio allerdings nicht weiß – Signora Virginia, diese bleiche Pythia, ist eine Betrügerin, die sich Menica, der Haushälterin Muzios, bedient, um sich an dem „Herrn Cäsarenenkel“ Muzio zu bereichern. Ehe das ans Tageslicht kommt, muss noch das Folgende erwähnt werden: Muzio hat eine Pflicht. Er darf das erlauchte Geschlecht des großen Julius nicht erlöschen lassen. Also macht er Caterina einen Antrag. Das Mädchen lacht und bittet um einen Monat Bedenkzeit.
Der Monat vergeht. Frühling zieht in Rom ein. Einen Tag, bevor sich Caterina für oder gegen Muzio entscheiden will, macht Signor Romolo während einer abendlichen Séance einen Kardinalfehler – er zweifelt die Authentizität des aktuell aufgerufenen Geistes – von San Luca ist die Rede – an. Die Respektlosigkeit wird sofort bestraft. Der alte Maler bekommt von Luca postwendend Klopfzeichen, die von einem protokollierenden Irländer so übersetzt werden: Seine Tochter Caterina sei fort von zu Hause, sei mit dem jungen Herrn Kriegssekretär Vittorio durchgebrannt. Das stimmt.
Das junge Paar vermählt sich. Der Geisterspuk ist vorbei. Die Polizei verhaftet Signora Virginia als Betrügerin und Fälscherin. Die Haushälterin Menica bekommt keine Strafe. Verwunderlich – hatte sie doch die Heiratspläne ihres Herrn torpediert, um weiterhin in weitläufigen Haus am Spanischen Platz unumschränkt schalten und walten zu können.
Der getäuschte Liebhaber Signor Muzio unterhält sich mit Frau Caterina: Wie nun weiter?

### Ausgaben
Verwendete Ausgabe:
- Romulusenkel S. 311–397 in: Paul Heyse: Das Mädchen von Treppi. Italienische Liebesgeschichten. Mit einem Nachwort von Gotthard Erler. Illustrationen: Wolfgang Würfel. 512 Seiten. Buchverlag der Morgen, Berlin 1965

### Sekundärliteratur
- Werner Martin (Hrsg.): Paul Heyse. Eine Bibliographie seiner Werke. Mit einer Einführung von Norbert Miller. 187 Seiten. Georg Olms Verlag, Hildesheim 1978 (Schreibmaschinenschrift), ISBN 3-487-06573-8